# Andrzej Michałowicz Sanguszko
Andrzej Michałowicz Sanguszko (zm. 1560) – książę, marszałek hospodarski w latach 1522-1547, sprawca województwa kijowskiego w latach 1540-1542, starosta łucki w 1542 r., klucznik, horodniczy i mostowy łucki w 1564 r. Syn Michała i Anny Kopaczewicz. Ożenił się z Anną Chreptowicz (zm. 1545), z którą miał syna Aleksandra Sanguszkę Koszyrskiego (zm. 1565) i córkę Annę Sanguszko Koszyrską (ur. 1512), żonę Bohusza Koreckiego. Natomiast z drugą żoną Bohdaną Mścisławską (zm. 1565) córkę Hannę Sanguszko Koszyrską (zm. 1570), żonę Mikołaja Sapiehy.